# Victoreen CD V-700

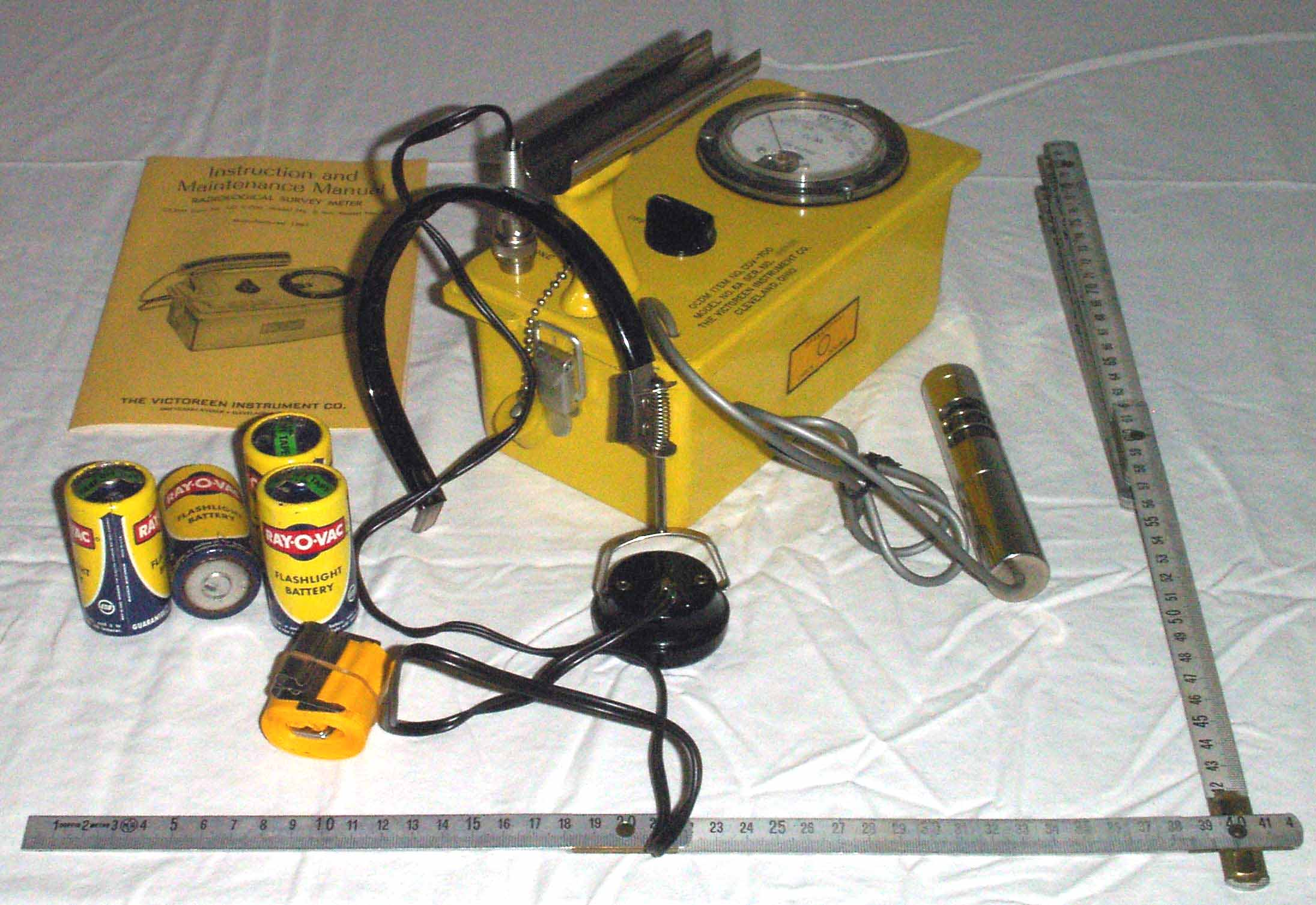
Contatore geiger Victoreen Difesa Civile V-700, vista generale

Il Victoreen CD V-700 è un contatore Geiger portatile, prodotto dalla Victoreen, a partire dall'anno 1955 fino all'anno 1985.

## Struttura

### Cassa e coperchio

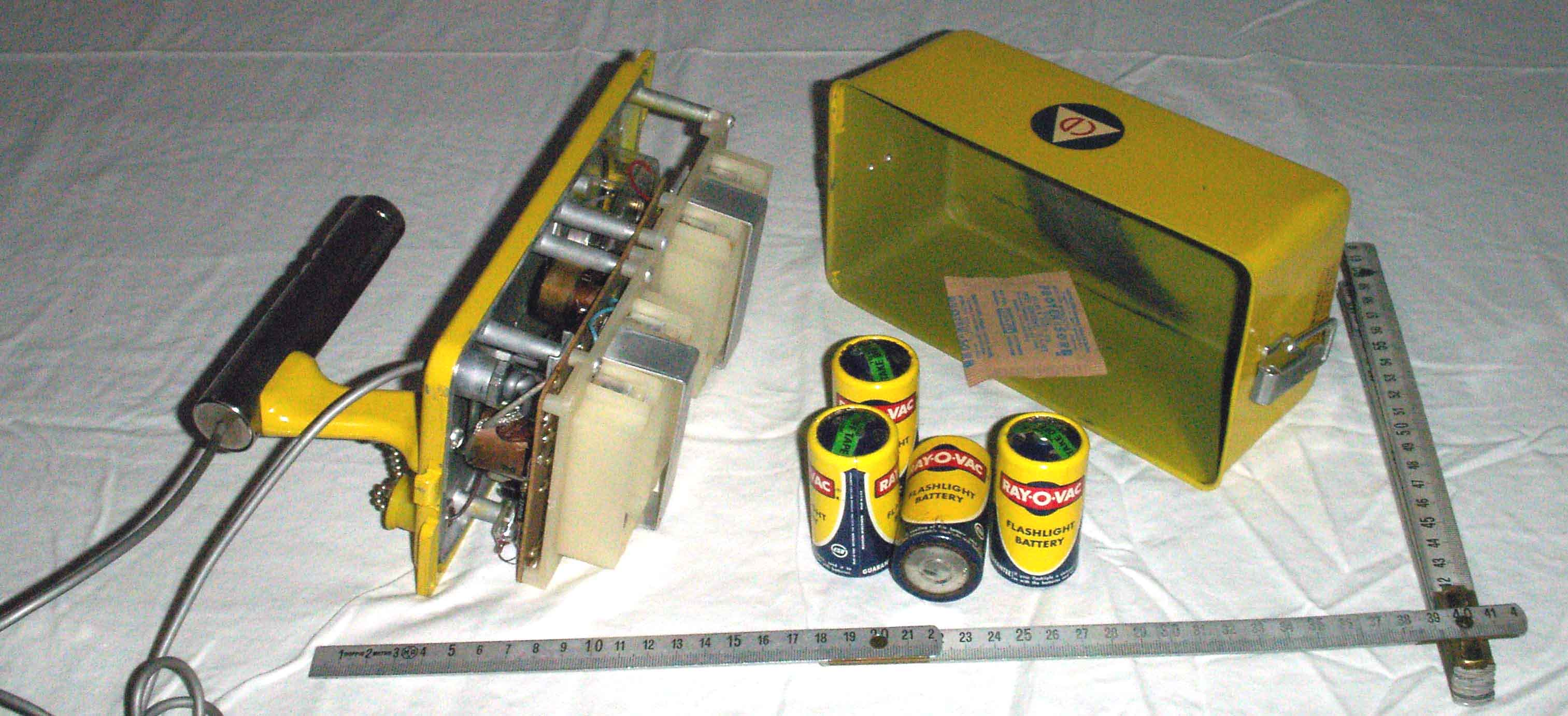
contatore geiger Victoreen Difesa Civile V-700, vista interna

Una cassa di alluminio, pitturata di giallo, portante gli allacci per la tenuta del coperchio e contenente su un lato una debole sorgente beta. La cassa è a tenuta stagna e porta internamente appesi con le viti, la scheda elettronica e il quadrante analogico, in 4 scomparti trovano posto 4 batterie. Esternamente si vedono, la sonda, inserita in un manico fissato al coperchio e la cuffia disinseribile per l'audio.

Dato l'alto voltaggio circolante, ogni volta che si toglie il coperchio dalla cassa, cioè quando si apre l'apparecchiatura, è assolutamente necessario assicurarsi, non solo, che l'apparecchio sia spento, ossia che la manopola sia sulla posizione di OFF ma che siano passati diversi minuti per scaricare l'accumulatore.
Sul coperchio, a lato del commutatore, è inciso nome, modello e fabbrica del contatore geiger. Nel presente articolo, per esempio, è stato fotografato un apparecchio che riporta sul coperchio l'incisione:
```
OCDM ITEM NO.CDV-700
MODEL NO.6A SER.NO. 83885
THE VICTOREEN INSTRUMENT CO.
CLEVELAND, OHIO
```

Solo il numero di serie non è inciso ma semplicemente stampato.

### Dimensioni e peso

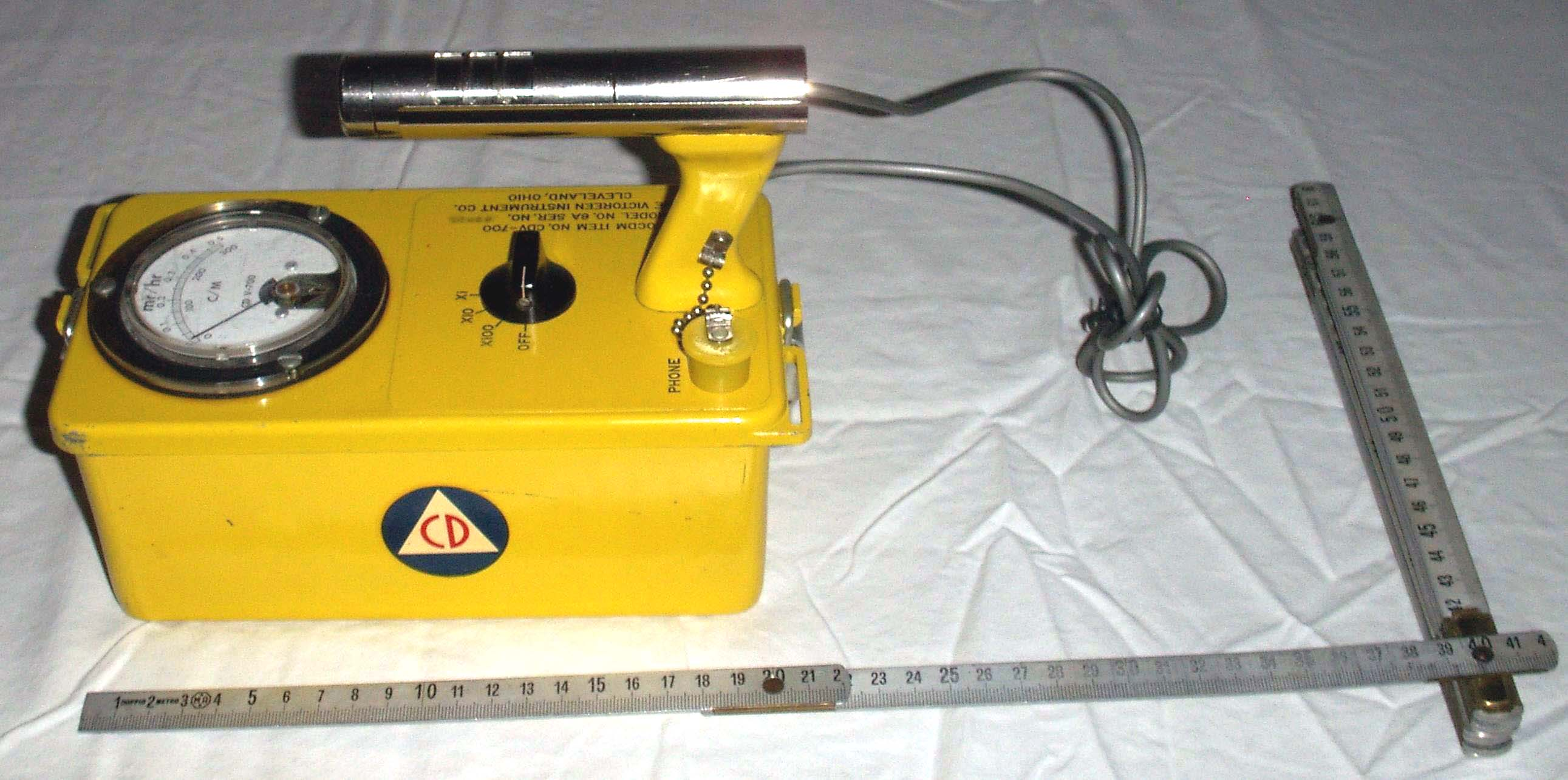
Contatore geiger difesa civile Victoreen V-700 visto di fianco a sinistra

L'apparecchio pesa circa 2,2 kg con le 4 batterie.
Le dimensioni sono; altezza 17 cm; larghezza 11 cm; lunghezza 21 cm;

### Scheda elettronica e schema elettrico
La scheda elettronica prestampata è fissata al coperchio per mezzo di 6 viti, si trova fra le batterie e il coperchio, per accedervi bisogna prima togliere le batterie. La scheda elettronica è leggermente diversa per ogni modello e la migliore (più facilmente modificabile) è quella dell'ultimo modello.
Lo schema elettrico si trova sia nel manuale
, sia incollato internamente sul fondo della cassa.

### Tubo
Nel modello 6A, il tubo Geiger-Muller è un EON Type 62l0S, di metallo ed è del tipo ad alogeno (alogen-quenched, scomparsa d'alogeno), ossia sfrutta il cloro o il bromo per l'auto-spegnimento, è lungo circa 90 mm., diametro 8,5 mm ed opera ad un alto voltaggio di 900 Volt, dunque ha un buon volume sensitivo ed è efficiente, non rileva i raggi X, dura a lungo e costa poco.
Il tubo è inserito in una sonda esterna ed è possibile cambiarlo.

### Sensibilità
L'apparecchio è stato costruito per misurare l'irradiazione gamma e beta dopo un bombardamento atomico prevalentemente all'interno dei rifugi. Per gli alti dosaggi di radiazioni,era fornito il CDV 715 a camera di ionizzazione.

### Sonda
La sonda è di acciaio, contiene il tubo geiger ed è fornita di griglia apribile, quindi da chiusa misura solo radiazione gamma, mentre da aperta misura radiazione gamma più beta. La sonda viene portata da un portasonda montato su un piedino attaccato esternamente al coperchio dell'apparecchio. Il filo della sonda penetra direttamente nel coperchio attraverso un foro a tenuta stagna, per cui non è possibile staccare mai la sonda dall'apparecchio.

### Quadrante
Il quadrante è di tipo analogico con lancetta. Sul quadrante sono disegnate due scale una superiore che riporta i mR/h (milli Röntgen all'ora) e una inferiore che riporta i C/m (Click o battiti contati, per minuto), con una approssimazione del 10% in più o in meno.

### Scala
Sono possibili 3 grandezze di lettura: scala 1 per 1, da 0 a 0,5 mR/h o da 0 a 300 C/m; scala 1 per 10, da 0 a 5 mR/h o da 0 a 3.000 C/m e scala 1 per 100, da 0 a 50 mR/h o da 0 a 30.000 C/m. In caso di ricaduta radioattiva, dopo un bombardamento atomico, a Hiroshima e Nagasaki si sono raggiunti picchi altissimi. In un caso come questo, si passa all'uso del surevey meter che ha una scala da 0 a 500 R/h.

### Commutatore
Vicino al quadrante c'è un commutatore che serve sia per l'accensione e lo spegnimento che per cambiare la scala di utilizzo. Normalmente è sulla posizione OFF (spento), si può portare in posizione di acceso su una delle 3 scale possibili, X100 o X10 o X1.

### Cuffia
La cuffia della Superex Electronic degli anni 1960 è attualmente molto datata, anche se tuttora funzionante. 
La cuffia è monoauricolare, ad alta impedenza, 4.000 ohm, a membrana metallica ed è disinseribile a piacere per mezzo di un contatto a vite. È previsto un tappino per riparare dall'acqua il contatto sul coperchio dell'apparecchiatura, quando la cuffia è staccata.

### Avvisatore di accensione
Non esiste un sistema visivo che indica se l'apparecchio è acceso o spento e che indichi lo stato di carica della batteria e quindi è facile dimenticare l'apparecchio acceso. 

### Alimentazione
L'alimentazione è fornita da 4 batterie a basso voltaggio, 1,5 Volt ognuna, del tipo D, di forma cilindrica ed è prevista una durata di circa 100 ore. Una batteria pesa 150 g., dunque 600 g. di peso totale solo per l'alimentazione. Le batterie sono tenute fissate in loco da una piastrina d'aggancio di alluminio e quindi non è possibile che si distacchino mai come succede in altri apparecchi.
La batteria più comune è alcalina, usa e getta ma è possibile montare anche quelle ricaricabili con ricaricatore esterno.
Le comuni batterie alcaline hanno lo svantaggio di una buona probabilità di perdita di sostanze, quando si lascia inattivo l'apparecchio per lungo tempo e in questo caso è buona norma togliere qualsiasi batteria si abbia montato, per evitare qualsiasi sputo di acidi corrosivi che rovinerebbero irrimediabilmente l'apparecchiatura.
Equivalenza (la batteria del tipo D è conosciuta anche come): LR20, Duracell MN1300, R20, R20P, LR20, LR20A, AM-1, AM1, HP11, Kodak KD, K4A, Toshiba LR20N, NEDA 13A, 13AC, Rayovac 6D, 813, Varta 4020, 3020, Panasonic AM2, Energizer Ever Ready E95, MONO, Leclanche 1009, SUM1, BA3030/U, Torcia (torciona), Verbatim, Daewoo.
Volendo usare l'apparecchiatura in laboratorio non è possibile attaccare nessuna presa direttamente ad un trasformatore che dia i 6 Volt necessari al funzionamento.

### Intervallo di temperatura d'uso
La batteria limita l'intervallo di temperatura alla quale l'apparecchio funziona ed è di 10 °C sottozero fino a 40 °C soprazero.

### Taratura
La taratura è di fabbrica ma esiste la possibilità di ricalibrare l'apparecchio, per mezzo di una vite di regolazione sporgente dalla scheda, dentro la cassa. Si sconsiglia di toccare, oltre che per non sregolare la taratura di fabbrica, ancora valida anche perché farla ritarare è abbastanza dispendioso e trovare qualcuno che lo faccia è difficile.

### Protezione dall'umidità
Esiste una bustina contenente un gel al silicio, per assorbire eventuale umidità all'interno del contenitore e preservare i componenti elettronici dell'apparecchiatura. Questa assorbitore di umidità si esaurisce e almeno una volta all'anno si può rigenerare nel forno.

### Campionamento

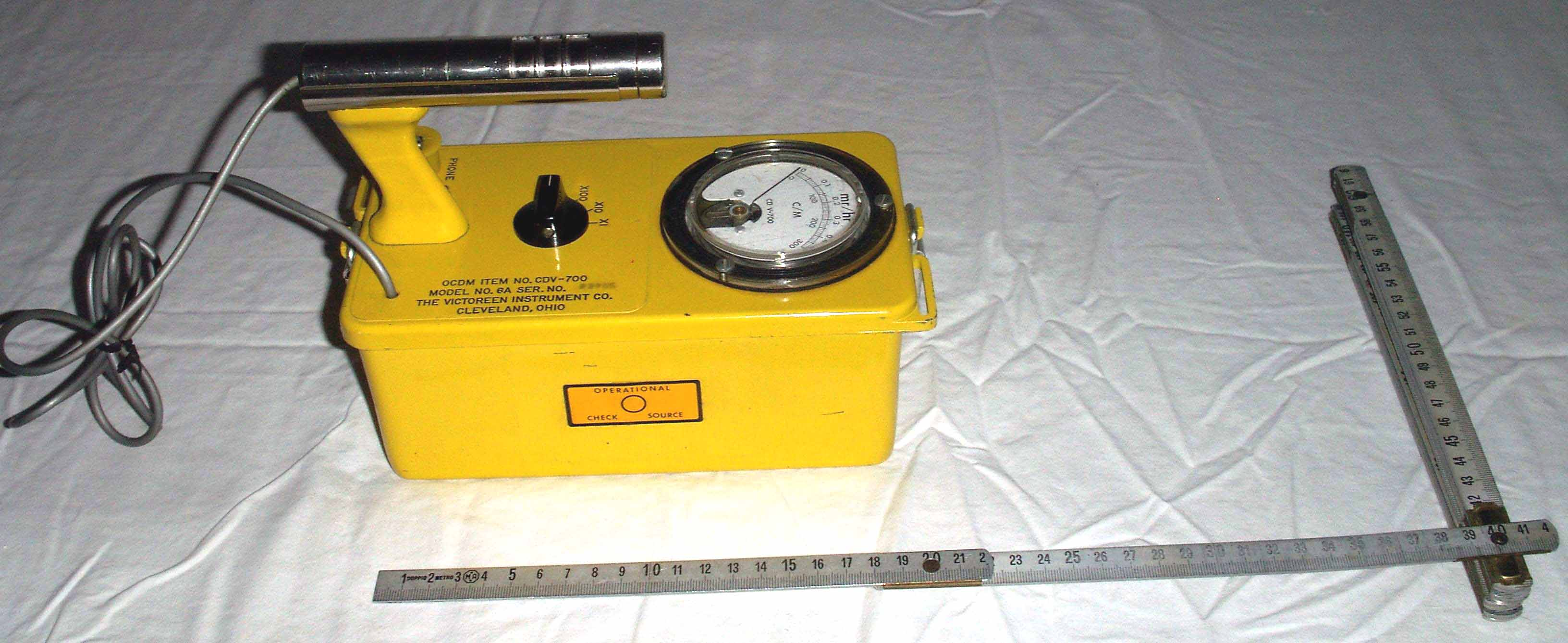
Contatore geiger difesa civile Victoreen V-700, sorgente di controllo operativa

Sul lato esterno della cassa esiste una debole sorgente beta, per testare il funzionamento del contatore geiger. In alcuni modelli era montato del radio 226 ma a causa del breve decadimento, circa 6 anni, è stato sostituito in altri modelli con uranio impoverito che emette una debole attività beta, in media 2 mR/h.

### Trasporto
Viene fornita una cinghia, peraltro molto sottile per portare 2,2 kg di peso, per portare a tracolla l'apparecchio. L'ancoraggio della cinghia all'apparecchio è fatta in modo che il quadrante sia visibile durante il trasporto a tracolla.

## Caratteristiche d'uso

### Accensione
L'apparecchio si accende per mezzo di un interruttore che funziona da commutatore. Durante tutto il periodo d'accensione non è previsto alcun dispositivo di avviso che l'apparecchio è acceso anche in occasione di un uso continuo, che diminuisce la durata della batteria, quindi ad ogni misura è necessario spegnere l'apparecchio.

### Tubo
Quando la radiazione supera il fondoscala del quadrante, il tubo si satura e l'apparecchio non funziona più. In questo caso bisogna usare un altro apparecchio che è il Victoreen Survey meter CD V-715 che ha un fondoscala di 500 R/h.

### Misura
Si possono misurare radiazioni gamma + beta dalla parte della cassa dove si vede il tubo attraverso numerose finestrelle. Mentre si misura la sola radiazione gamma o i raggi X, esponendo il tubo dalla parte chiusa.

### Scala
La scala ha 50 tacche in 300 C/m, quindi ogni tacca misura 6 C/m. La scala non adotta il sistema decimale e quindi quando si fa una misura bisogna fare il calcolo, moltiplicando per 6 le tacche misurate.

### Allarme
L'apparecchio è sprovvisto di un sistema d'allarme sonoro, al superarsi di determinate concentrazioni di irradiazione.

### Gestione delle batterie
Rimpiazzare le batterie molto semplice. È necessario spegnere l'apparecchio, aprire la cassa, togliere le ritenzioni e sfilare le batterie.

## Uso
Per i contatori geiger della Victoreen CD V-700, CD significa Civil Defence, difesa civile che connota subito l'uso dell'apparecchio negli anni 1960, durante la guerra fredda, quando si temeva una guerra nucleare, l'apparecchio doveva servire per la misura della radioattività ambientale originata dallo scoppio di una bomba atomica, come era successo a Hiroshima e Nagasaki, specialmente all'interno dei rifugi antiatomici previsti dalla Civil Defense
Quindi è previsto un uso comune per il controllo della contaminazione dell'ambiente, ma può essere ugualmente usato sia in ambito industriale, che sul campo. A causa del peso è di pesante trasportabilità e poco adatto ad un uso in miniera, per geologi o mineralogisti.
L'apparecchio era destinato alla verifica dei medi e bassi dosaggi di radioattività. Per la verifica di acqua e cibi ,erano forniti a parte, degli "standard" a bassa radioattività, da usare come comparazione. Invece, per la verifica all'esterno dei rifugi, di medi e alti dosaggi di radioattività, dovuti alla ricaduta di materiali radioattivi,era fornito il contatore geiger CDV 715 (e 720),a camera di ionizzazione, idoneo per le misure di alti valori di radiazione.Infatti nella fornitura fatta a rifugi, scuole ecc, erano presenti i due contatori, il cdv700 ed il cdv 715,appunto per poter misurare i bassi e gli alti dosaggi di radiazione. 

## Manuale in americano
Il manuale americano del 1961, di dimensioni (27x15?  cm.) e composto da 16 pagine, scritto con i font Times New Roman, alti 3 mm, abbastanza leggibile.
Il manuale contiene principalmente l'operatività e le caratteristiche costruttive dell'apparecchio, compreso lo schema elettrico e l'elenco dettagliato dei componenti.
Il 1° paragrafo riguarda le precauzioni da prendere quando si apre la scatola, a causa dell'alto voltaggio ancora circolante anche se si è appena spento l'apparecchio.
Il 2° paragrafo da una descrizione generale della sonda, del circuito elettrico, della cuffia e della cinghia di trasporto.
IL 3° paragrafo spiega i presupposti teorici che bisogna conoscere per poter usare il contatore geiger: come è fatto e come funziona il tubo, il circuito ad alto voltaggio, il circuito che misura il segnale raccolto dal tubo, l'intervallo della scala e il circuito che riproduce con un suono il segnale raccolto dal tubo.
Il 4° paragrafo spiega come installare le batterie.
Il 5° paragrafo spiega l'operatività dell'apparecchiatura: come testare la funzionalità dell'apparecchio, come calibrare, l'intervallo della scala, l'uso della cuffia, la radiazione di fondo, che è 0,01-0,002 mR/h.
Il 6° paragrafo riguarda la gestione delle batterie.
Il 7° paragrafo spiega manutenzione e immagazzinamento.
L'8° paragrafo parla del controllo generale dell'apparecchiatura, batterie, tubo, circuito ad alto voltaggio, circuito di misura, prova dell'intervallo di lavoro.
Il 9° paragrafo riguarda lo schema del circuito elettrico, l'elenco completo dei componenti elettrici e meccanici e l'elenco delle case costruttrici.
Completano il manuale la figura dell'apparecchiatura da chiusa e da aperta, con una descrizione sommaria dei componenti.

## Accessori

### Garanzia
L'apparecchiatura era garantita 3 anni, mentre il tubo era garantito un solo anno. A cinquant'anni di distanza, la fabbrica non lo riaggiusta più, mentre è possibile la ritaratura presso agenzia qualificate quanto. La ritaratura costa attualmente (2010), circa 6 volte il valore dell'apparecchio, venduto nuovo e il migliore (Electro-Neutronics V-700 model 6B), nel mercato del surplus valutato circa 80 dollari. Tuttavia il prezzo può variare anche molto, a seconda delle condizioni e dello stato generale dello strumento.

### Contenitore

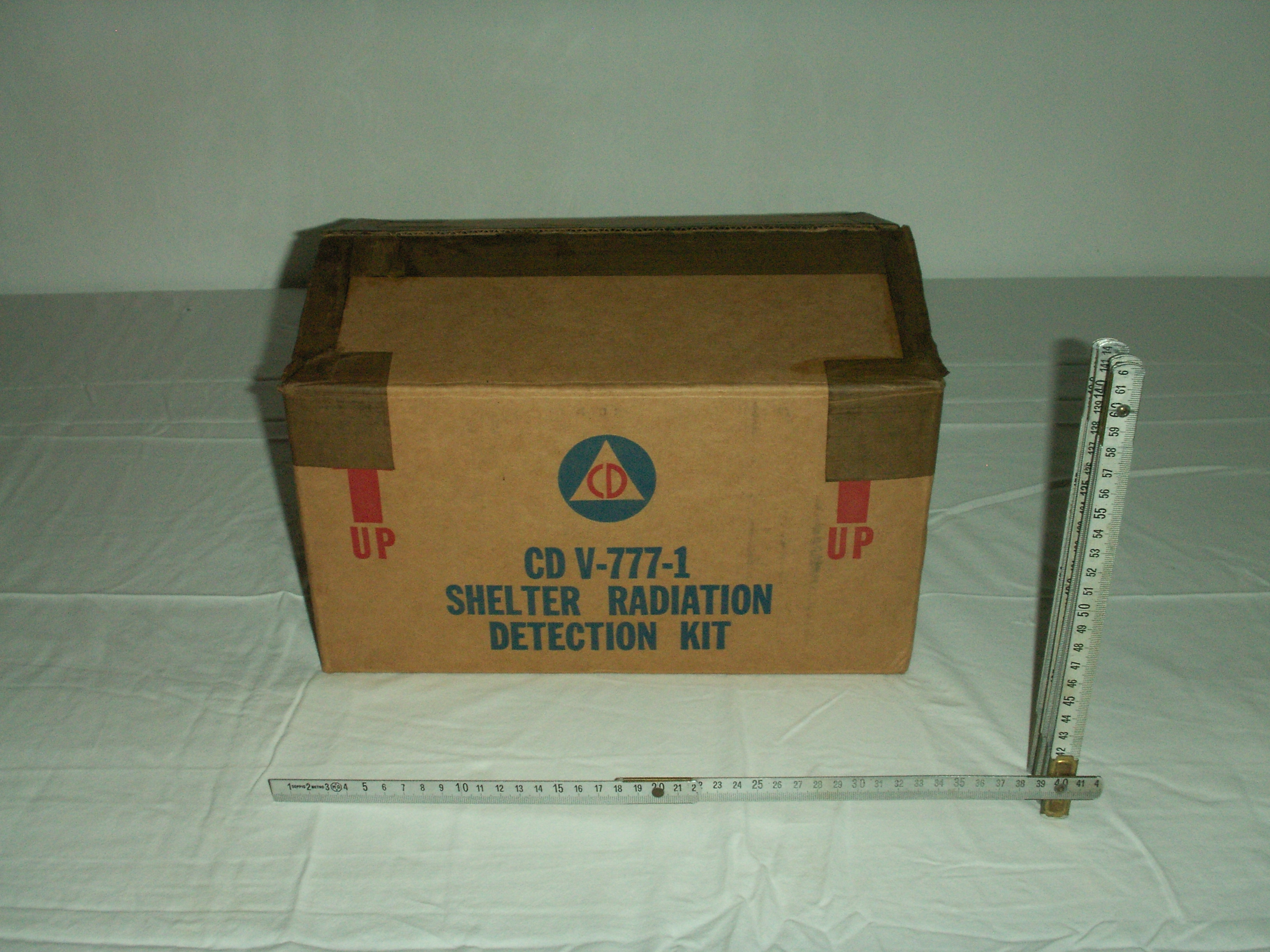
Contenitore degli strumenti per la rilevazione di radiazione

La casa produttrice forniva per l'immagazzinamento e il trasporto una modesta e poco dispendiosa scatola di cartone, sia per la vendita del singolo pezzo che per la vendita di un Civil Defence Kit, formato da un contatore geiger CD V-700, un (survey meter) V-715 e un dosimentro caricatore CD V-750 e 2 stilo CD V-742, per misurare la dose accumulata.

### Altoparlante
L'altoparlante (speaker) si trova in 2 modelli: modello 1 della Jordan Electronics,  che utilizza la cassa del dosimetro per convertirla in altoparlante e modello 2 della University Sound. Entrambe usano delle mollette per appendere l'altoparlante ad un lato del contatore. A fronte dei circa 3 milioni di contatori V-700, sono stati fatti solo 10.000 altoparlanti, che non si trovano più e chi volesse applicare un altoparlante o trova un altoparlante d'epoca, tipo RadioShack o ne adatta uno moderno, più piccolo, più leggero ma ugualmente funzionale, ad un costo irrisorio.

### Trasporto
Vengono fornite delle cinghie per il trasporto a tracolla dell'apparecchiatura.

## Prova
La sonda con la griglia aperta segnala in modo corrispondente una sorgente beta calibrata a 2 mR/h.

## Modelli prodotti
Sono stati prodotti 9 modelli, con la collaborazione di altre 6 industrie:
1. Nuclear Research Corporation, NRC Model 1, anno 1954, 1955.
2. Victoreen Instrument Co., CD V-700 Model 2, anno 1956.
3. International Pump And Machine Works Inc., CD V-700 Model 3, anno 1957.
4. Chatham Electronics, CD V-700 Model 3, anno 1957.
5. Universal Atomics, CD V-700 Model 4, anno 1957, 1958.
6. Anton Electronics Labs Inc., CD V-700 Model 5, anno 1959.
7. Anton Electronics Labs Inc., CD V-700 Model 6, anno 1960.
8. Lionel Electronic Laboratories, CD V-700 Model 6, anno 1960.
9. Victoreen Instrument Co., CD V-700 Model 6, anno 1960.
10. Victoreen Instrument Co., CD V-700 Model 6°, anno 1961.
11. Victoreen Instrument Co., CD V-700 Model 6B, anno 1962.
12. Electro-Neutronics Inc., CD V-700 Model 6B, anno 1962.
13. Lionel Electronic Laboratories, CD V-700 Model 6B, anno 1962.
14. Victoreen Instrument Co., CD V-700 Model 6A Extended Range Model.
15. Victoreen Instrument Co., CD V-700 Model 6B, Extended Range Model.